# Nikolay Linder

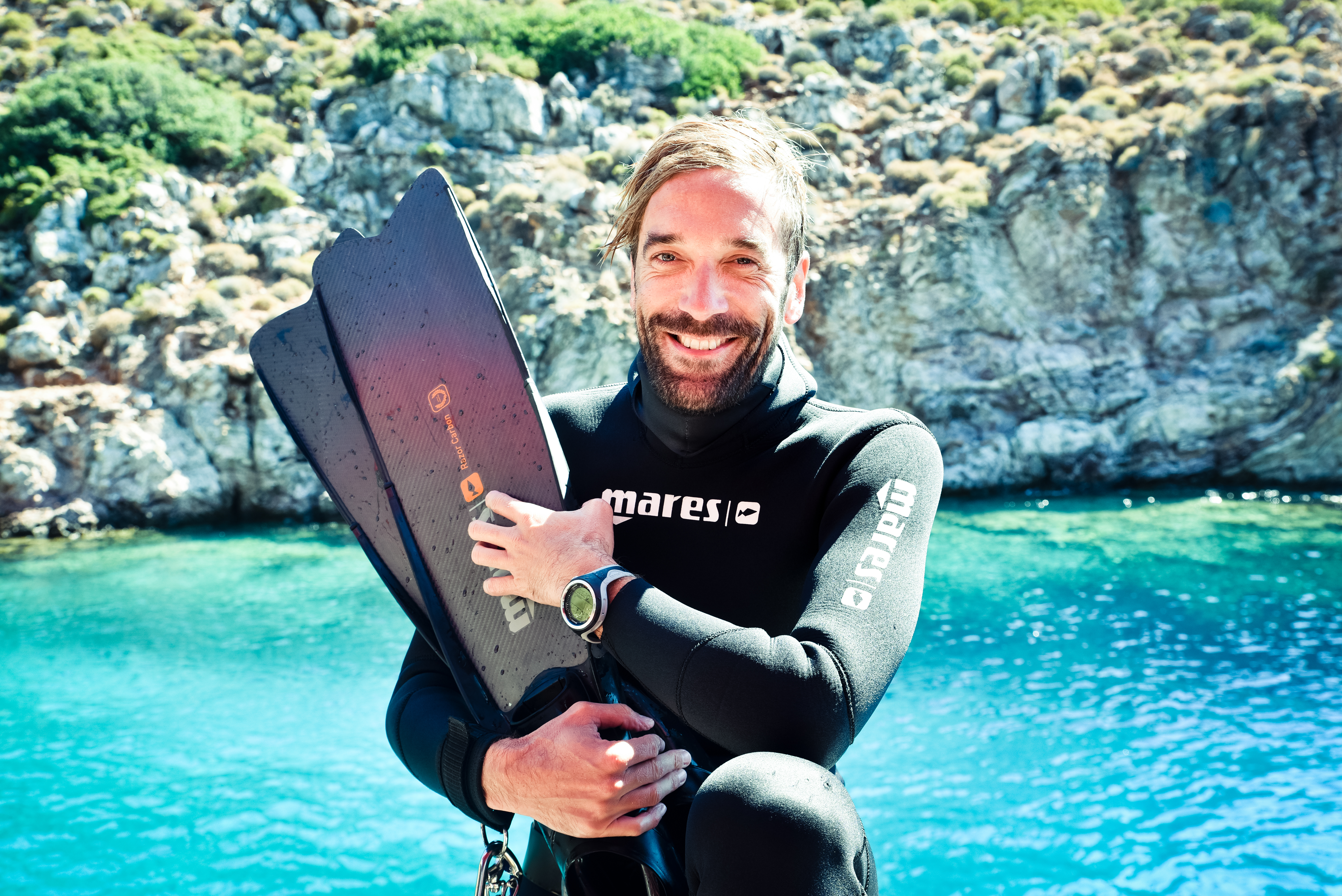
Nik Linder (2016)

Nikolay „Nik“ Linder (* 16. Juli 1975 in Stuttgart) ist ein deutscher Apnoetaucher. Er hat mehrere Weltrekorde und deutsche Rekorde aufgestellt.

## Leben
Über das Vereinsschwimmen hat Nik Linder als Jugendlicher seine Begeisterung für das Apnoetauchen, speziell für das Streckentauchen, entdeckt. Durch die Funktion als Trainer für Apnoetauchen bei einer Freiburger Tauchbasis hat er sich weiterhin intensiv mit dem Apnoesport beschäftigt und zunehmend professionalisiert.
Als Autor ist Linder für Tauchmagazine tätig. Zusätzlich hat er gemeinsam mit dem Fotografen Phil Simha zwei Bücher veröffentlicht, die in mehrere Sprachen übersetzt wurden.
Linder hat das Entspannungskonzept Relaqua entwickelt, das seinen Ursprung im Apnoetauchen hat. Verschiedene Techniken – z. B. Meditation, (Pranayama-)Yoga und der bei jedem Säugetier vorhandene Tauchreflex – werden hierbei eingesetzt, um zu entspannen.
Als Freitauch-Experte ist Linder weltweit unterwegs, bildet Apnoetaucher aus (nach Standards von SSI Freediving und AIDA International), führt Relaqua-Kurse durch, hält Fachvorträge und begleitet Freitauch-Veranstaltungen.
Nik Linder hat im September 2022 als erster Mensch den Bodensee schwimmend umrundet.
Linder lebt mit seiner Familie in der Nähe von Freiburg im Breisgau.

## Rekorde
- 2010: Deutscher Rekord im Streckentauchen/See ohne Flosse: 105 m. Aufgestellt im Nimburger See (Deutschland)
- 2010: Deutscher Rekord im Streckentauchen/See mit Flosse: 136 m. Aufgestellt im Nimburger See (Deutschland)
- 2010: Weltrekord im Streckentauchen unter Eis ohne Flosse: 68 m. Aufgestellt im Garichtisee (Schweiz)
- 2011: Weltrekord im Streckentauchen unter Eis mit Flosse: 103 m. Aufgestellt im Garichtisee (Schweiz)
- 2011: Weltrekord im Streckentauchen unter Eis mit Flosse: 108 m. Aufgestellt im Weißensee (Österreich)
- 2013: Weltrekord im Streckentauchen unter Eis ohne Flosse: 77 m. Aufgestellt im Weißensee (Österreich)
- 2013: Weltrekord im Streckentauchen unter Eis ohne Flosse: 84 m. Aufgestellt im Weißensee (Österreich)
- 2013: Weltrekord „Longest underwater Kiss – mouth to mouth breathing“: 20min 11s. mit Bianka Linder in Freiburg
- 2014: Weltrekord in der Kategorie „Apnoetauchgang mit dem Kopf nach unten hängend“: 4min 29 s. Aufgestellt in der italienischen Fernsehsendung ‘Lo Show dei Record’ in Mailand.
- 2018: Weltrekord im 24-Stunden-Streckentauchen ohne Flossen (Team): 198,25 km. Aufgestellt in Freiburg (Deutschland)
- 2020: Weltrekord in der Kategorie „Apnoe-Tauchgang mit dem Kopf nach unten hängend“: 4min 51s. Aufgestellt in der Sat.1-Fernsehsendung Luke! Die Schule und ich
- 2022: Erste schwimmende Umrundung des Bodensees[3][4]

## Wettkämpfe
- 2009: 1. Platz Freiburger Zeittauch-Meisterschaft
- 2009: 3. Platz internationale Schweizer Meisterschaft Lausanne
- 2010: 4. Platz Nationale Deutsche Meisterschaft Berlin
- 2012: Bronze beim German Cup 2012 und 5. Platz beim Rhein Main Cup in Wiesbaden
- 2012: 3. Platz Nationale Deutsche Meisterschaft Tieftauchen und Bronze in Free Immersion (FIM)
- 2013: 1. Platz Süddeutscher Meister und Gesamtsieg bei der süddeutschen Meisterschaft in Stuttgart

## Publikationen
- mit Phil Simha: Apnoe: Techniken, Geheimnisse & Lifestyle des Freediving. Delius Klasing Verlag, Bielefeld 2015, ISBN 978-3-667-10157-0 (2., überarbeitete Auflage, 2015, ISBN 978-3-667-10664-3).
- mit Phil Simha: Apnoe & Meditation: Mit Relaqua entspannt zum Erfolg im Wasser und im Alltag. Delius Klasing Verlag, Bielefeld 2017, ISBN 978-3-667-10959-0.
- mit Bianka Linder: Gesund atmen – Fit bleiben. Verlag Stephanie Naglschmid, Stuttgart 2020, ISBN 978-3-89594-924-1.